# Ganderkesee
Ganderkesee est une commune de l'arrondissement d'Oldenbourg, dans l'État de Basse-Saxe en Allemagne.

## Histoire
Ganderkesee a été mentionnée pour la première fois dans un document officiel en 860 sous le nom de Gandrikesarde.

## Jumelages
- Château-du-Loir (France) depuis 1979